# Книшин

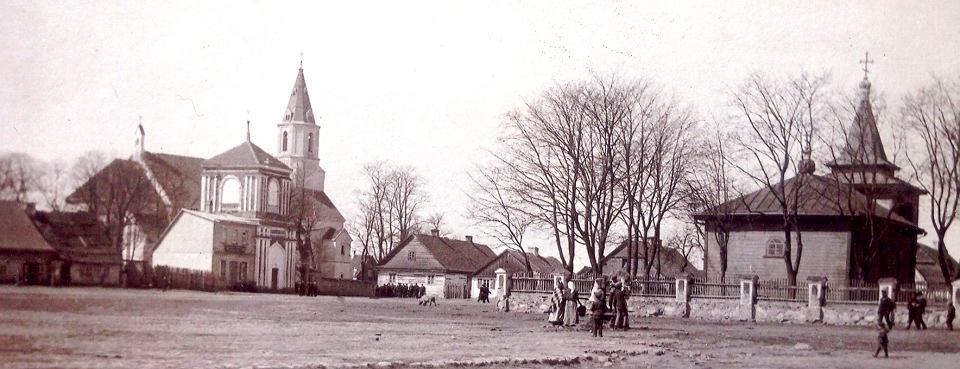
Православна церква знищена під час акції Ревіндикації

Кни́шин (біл. Кнышын), (пол. Knyszyn) — місто в північно-східній Польщі.
Належить до Монецького повіту Підляського воєводства.

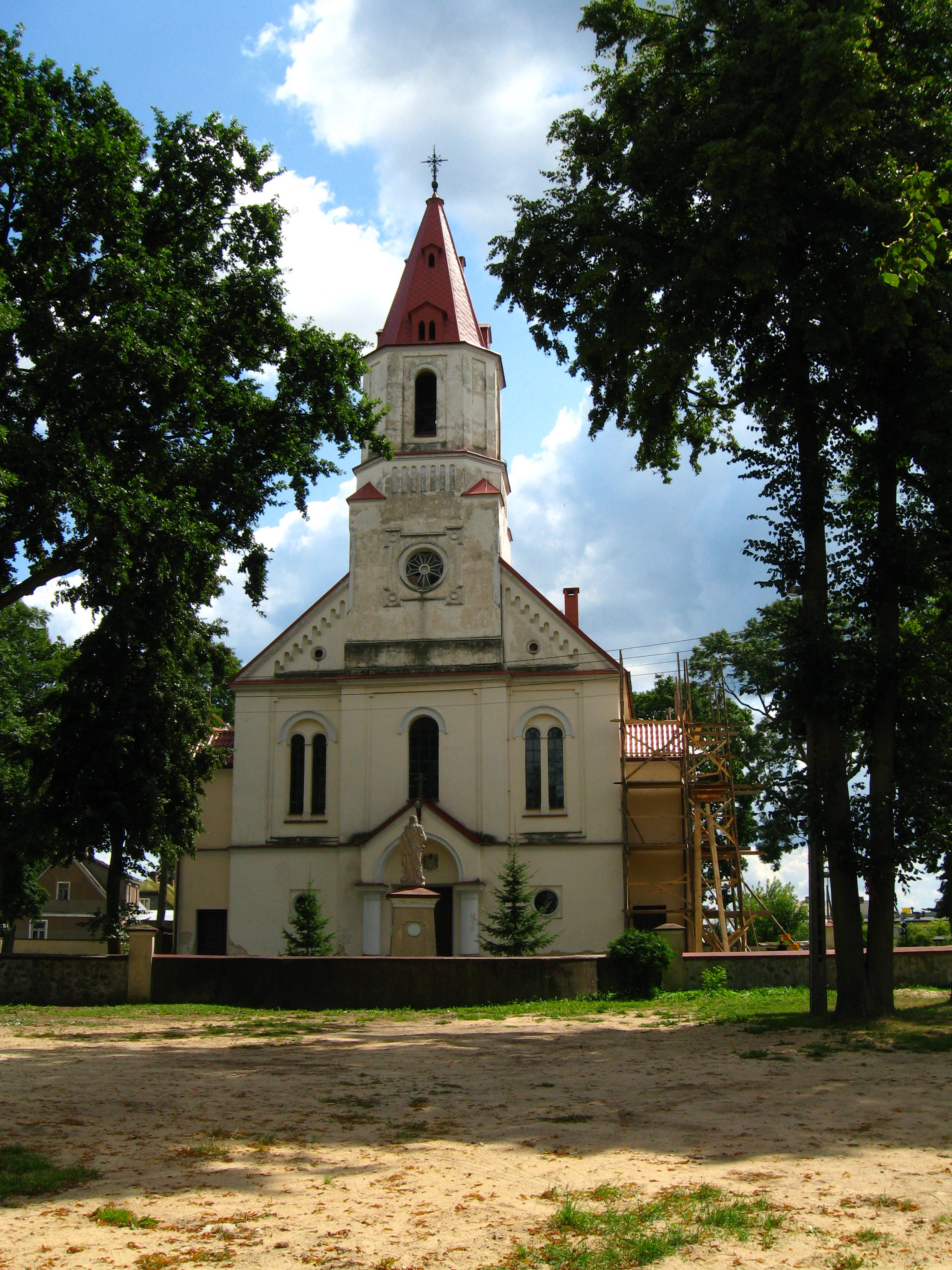

## Історія
Місто — центр староства в середні віки. В місті була одна з резиденцій короля Сігізмунда II Авґуста.

## Демографія
Демографічна структура станом на 31 березня 2011 року:
|          | Загалом | Допрацездатний вік | Працездатний вік | Постпрацездатний вік |
| -------- | ------- | ------------------ | ---------------- | -------------------- |
| Чоловіки | 1424    | 281                | 1003             | 140                  |
| Жінки    | 1437    | 236                | 884              | 317                  |
| Разом    | 2861    | 517                | 1887             | 457                  |

## Пам'ятники
- королю Польщі, великому князю Литви Сігізмунду II Авґусту.

## Відомі люди

### Книшинські старости
- Олександр Ходкевич[4]